# ヨハン・チョップ
ヨハン・チョップ（Johann Tschopp、1982年7月1日 - ）は、スイス、シエール出身の自転車競技（ロードレース）選手。

## 経歴
2004年、フォナックと契約を結んでプロ転向。
2005年
- ジロ・デ・イタリア初出場、総合41位。
- オーストリア一周総合2位。

2007年、フォナックが前年に解散したため、ブイグテレコム（現 ヨーロッパカー）に移籍。
- ツール・ド・フランス初出場、総合93位。
- ツール・ド・レン 総合5位

2009年
- ラ・トロピカル・アミサ・ボンゴ 区間1勝(第4)・総合5位
- ツール・ド・ランカウイ 総合5位

2010年
- ジロ・デ・イタリア第20ステージ勝利、総合34位。

2011年、BMC・レーシングに移籍。
- ジロ・デ・イタリア 総合16位

2012年
- ジロ・デ・イタリア 総合14位
- パリ〜コレーズ 総合3位
- ツアー・オブ・ユタ 総合優勝

2013年、IAMに移籍。
- ツアー・オブ・オマーン 総合6位
- パリ〜ニース 山岳賞